# Dominique Lagrou-Sempère
Pour les articles homonymes, voir Lagrou et Sempere.
Dominique Lagrou Sempère, née le 22 mars 1974 à Dunkerque, est une journaliste grand reporter, présentatrice et écrivain française.
Elle a travaillé pendant 20 ans à TF1 et LCI où elle a notamment été chargée jusqu'en 2021, année de son départ de la chaine, des opérations spéciales du journal de 13 heures de TF1 telles que SOS Villages et Votre plus beau marché. Depuis elle a créé sa chaîne sur Youtube « Entre Vous et moi » avec le réalisateur Pascal Lucas où elle présente son émission de rencontres-interviews.

## Biographie

### Origines et enfance
Née à Dunkerque, Dominique Lagrou-Sempère grandit à Dieppe en Seine-Maritime. 

### Études et formation
Elle obtient son baccalauréat littéraire en 1992. Elle s'installe ensuite à Paris et intègre le lycée Jules-Ferry en prépa littéraire, hypokhâgne/khâgne, avant de se diriger vers des études anglophones à l’Université Paris-IV . 
Dominique Lagrou-Sempère s'envole alors pour l'Angleterre et y rédige sa thèse sur la place de la femme dans l’œuvre Sarah et le Lieutenant français, de John Fowles. Parallèlement, elle dispense des cours de français à la Howard of Effingham School (en) dans le Surrey en Angleterre. Elle poursuit ses études à Montréal, et obtient un DEA à l'Université McGill. De retour en France en 1999, Dominique Lagrou-Sempere soutient sa thèse de doctorat et ressort diplômée de l'Université Paris-Sorbonne. Elle poursuit sur sa lancée et intègre par la suite l'école supérieure de journalisme de Lille dont elle sera diplômée en 2001.

### Carrière
En 2001, elle intègre le service des informations générales de TF1 et LCI. Elle réalise de nombreux reportages en France et à l’étranger. Elle a rejoint par la suite le service enquêtes puis l’équipe du journal de 13 heures de TF1. Elle présente sur LCI, l'émission Au cœur des régions , diffusée entre 2016 et 2021. En 2020, elle est considérée comme la favorite pour succéder à Jean-Pierre Pernaut comme présentateur du journal de 13 heures. C'est finalement Marie-Sophie Lacarrau qui lui succède à compter de janvier 2021. 
En octobre 2021, Dominique Lagrou-Sempère quitte la rédaction du journal de 13 heures. 
Elle est membre fondatrice de l’association des Écrivains des Hauts-de-France en 2022.
En octobre 2024, elle rejoint la bande de chroniqueurs de Touche pas à mon poste ! sur C8.

## Vie privée
Elle est la veuve de Claude Sempère, grand reporter pour le magazine Envoyé Spécial sur France 2, lauréat du prix Albert-Londres en 1997, qu'elle rencontre lors d'un stage à France 2 en 1999. Le couple aura deux enfants.

## Publication
- Dominique Lagrou-Sempère (préf. Jean-Pierre Pernaut), Après l’orage, Flammarion, 3 novembre 2021, 208 p., 13,5 × 22 cm (ISBN 978-2-08-026063-5)
- Dominique Lagrou-Sempère, Celle qui s’aime enfin, Flammarion, 1er mars 2023, 224 pages, 135 × 210 mm (ISBN 9782080295842)

## Distinction
- prix Francis Bouygues journaliste reporter d’images TF1 2001[8]